# Palazzo Biassa
Il Palazzo Biassa è un antico palazzo nobiliare dell'antica famiglia Biassa. Si trova in piazza Giulio Beverini a La Spezia.

## Storia
La famiglia dei Biassa esercitò, soprattutto nel XV e XVI secolo, la sua influenza politica nelle vicende storiche spezzine e genovesi. 
In questo sua residenza ospitò importanti personalità dell'epoca.

Nel 1533 vi fu ospite la quattordicenne Caterina de' Medici, in viaggio per Marsiglia per andarvi sposa al coetaneo Enrico di Valois, futuro re di Francia. Ancora il mese successivo nel palazzo fu alloggiato l’allora papa Clemente VII, zio di Caterina, di ritorno da Marsiglia. 
Cinque anni dopo fu la volta di un altro papa, Paolo III, in viaggio per il Convegno di Nizza del 1538, accompagnato dal nipote Ottavio Farnese.

Altro storico ospite nel palazzo dei Biassa fu l’Imperatore Carlo V nell’ottobre del 1541 in occasione della Spedizione di Algeri contro i pirati barbareschi.

## Descrizione
L’edificio attuale deriva da un importante e storico immobile cittadino così denominato dall’omonima famiglia spezzina che ne fu proprietaria.
La sua attuale veste architettonica costituisce il rimaneggiamento e l’espansione di una più antica architettura originale. L’attuale edificio è infatti in semplici forme del XVI secolo con bugnato al piano terra e tre piani, l’ultimo dei quali, adibito ad alloggio della servitù, è di altezza minore dei due piani sottostanti. 

Il piano nobile, arricchito da una balconata marmorea, presenta finestre sormontate da timpani triangolari e curvilinei alternati; ai piani asuperiori le finestre hanno invece trabeazioni rettilinee.
Lo stato odierno dell’immobile è quello conseguente alla ricostruzione postbellica del 1953. 

Oggi l'edificio è sede di un istituto bancario.